# Rectipilus fasciculatus
Rectipilus fasciculatus är en svampart som först beskrevs av Christiaan Hendrik Persoon, och fick sitt nu gällande namn av Agerer 1973. Rectipilus fasciculatus ingår i släktet Rectipilus och familjen Marasmiaceae.   Inga underarter finns listade i Catalogue of Life.